# Ibadizem
Ibadizem (arabsko الاباضية, latinizirano: al-Ibāḍiyyah) je veja islama, ločena od šiitskih in sunitskih naukov, s katerimi tvori tri veje islamskega učenja. V Omanu prevladuje. Člani se imenujejo Ibadi. Pripadniki tega učenja so tako v Alžiriji kot tudi v Libiji. Verjame se, da je ena najstarejših frakcij, ustanovljena manj kot 50 let po smrti preroka Mohameda. Izvira iz islamske ločine haridžitov. Edina aktivna skupnost je prišla iz Haridžitske. Vendar se ibaditi vidijo kot bistveno drugačni od haridžitov.

## Poreklo
Po zgodovinskih virih ime te šole prihaja od Abdullaha ibn Ibada at-Tamimija. Privrženci te veje pa trdijo, da je njihov ustanovitelj Jabir ibn Zaid al-'Azdi iz Nizve v Omanu.

## Posebnosti
Ibadi skupnosti na splošno veljajo za konzervativne. Ibadi zavračajo prakso kunuta ali dodatnih molitev stoje med namazom. Suniti ibadite tradicionalno imenujejo haridžiti. Ibaditi zavračajo to idejo. Ibaditi drugih muslimanov ne imenujejo neverniki, kot so to v večini počeli haridžiti, temveč z izrazom kuffar an-nim (»tisti, ki zavračajo Božjo milost«). Dandanes se je ta odnos precej liberaliziral in druge muslimane pogosteje prepoznavamo kot muwehhidune, torej tiste, ki priznavajo »Edinost Boga«. Verjamejo, da se pravi vernik pokaže z izpolnjevanjem treh obveznosti:
- walāyah (valaja): prijateljstvo in harmonija z drugimi člani skupnosti, pa tudi z ibaditkimi imami.
- barā'ah (bar'a): odpor in negostoljubnost do nevernikov in grešnikov ter tistih, ki gredo v pekel.
- wuqūf: (vukuf) : zadržanost do nespecificiranih, tj. tistih, ki jih ni mogoče prepoznati v prejšnjih dveh možnostih.

Za razliko od haridžitov so ibaditi opustili prakso nesporazumevanja z drugimi muslimani.

### Razlike in soglasja v doktrini s sunitskim in šiitskim islamom
Ibaditi imajo več pomembnih razlik z uradno teorijo sunitskega islama:
- Muslimani ne bodo videli Boga v času sodnega dne. Osnovo za tovrstni nauk najdemo v delu Korana, ko Mojzes v želji videti Boga dobi odgovor: »Ne boš me videl«. Ta pogled je nasproten prevladujočemu sunitskemu mnenju, da bodo muslimani videli Boga, ko bo prišel sodni dan. To stališče se spet ujema s prevladujočim razumevanjem šiitskega učenja. Imamu Aliju pripisujejo besede: »Oči ga ne morejo videti, vendar ga je mogoče videti z vero« Nahj al-Balagh.
- Kdor čuti peklenski ogenj, bo tam ostal za vedno. Nasprotno pa v sunitskem islamu verjamejo, da grešne duše ostanejo v peklu določen čas, tj. do očiščenja. Po tem jih čaka raj. Suniti verjamejo, da večni pekel čaka samo nevernike.
- Koran je Bog ustvaril v določenem trenutku. Večina šiitske skupnosti priznava, da je bil Koran ustvarjen.

### Pogledi na islamsko zgodovino in kalifate
Ibaditi se strinjajo s suniti glede kalifov Abu Bakra in Umarja ibn al-Khataba, ki ju imajo za prava naslednika Mohameda v svetovni in duhovni oblasti nad muslimani (razlog za razkol s šiiti). Menijo, da je Osman ibn Affan uzurpator islama in opravičujejo upor proti njemu, ki ga je strmoglavil. Podpirajo tudi prvo obdobje Alijevega kalifata in tako kot šiiti ne opravičujejo Ajšinega upora proti njemu, niti Muavijinega upora. Vendar vidijo Alijevo sprejetje arbitraže glede bitke pri Siffinu proti Muavijinim upornikom kot neislamsko in kot znak nezrelosti za kalifa, prav tako ga krivijo za poboje zgodnjih haridžitov v bitki pri Nahravanu.
Po njihovem prepričanju je bil peti polni kalif Abdullah ibn Wahb al-Rasibi. Vsi kalifi po Muaviji veljajo za tirane razen Umarja ibn Abdul Aziza, o katerem obstajajo nasprotna mnenja.

## Demografija
Muslimani Ibaditi predstavljajo večino (približno 55 %) prebivalstva v Omanu. Skupnosti obstajajo tudi v Jabal Nafusi v Libiji, M'Zabu v Alžiriji, Vzhodni Afriki (zlasti Zanzibar) in na otoku Djerba v Tuniziji. Zgodnjesrednjeveška dinastija Rustamidov v Alžiriji je pripadala Ibaditom. Begunci iz svojega glavnega mesta Taherta so ustanovili severnoafriške skupnosti Ibaditov, ki obstajajo še danes.